# Annette Jörnlind
Annette Jörnlind (ur. 8 kwietnia 1964) – szwedzka curlerka, wicemistrzyni świata z 2002.
Jörnlind dwukrotnie w swojej karierze wygrywała Elitserien, co umożliwiło jej występy na mistrzostwach świata. Po raz pierwszy w 1996, kiedy była kapitanem drużyny z Sundsvalls Curlingklubb. Szwedki wygrały jedynie 3 mecze przegrywając 6, zostały sklasyfikowane na 7. pozycji. Był to najgorszy wynik w historii występów Szwecji na mistrzostwach świata, wcześniej, w 1984 doprowadziła do tego Ingrid Thidevall-Meldahl.
Za drugim razem Jörnlind była drugą w zespole Margarethy Sigfridsson z Svegs Curlingklubb. Szwedki na Mistrzostwach Świata 2002 z bilansem 6 wygranych i 3 porażek awansowały do fazy play-off. W półfinale zwyciężyły 7:6 nad Norweżkami (Dordi Nordby), ostatecznie zdobyły srebrne medale ulegając w ostatnim spotkaniu 5:6 Szkotkom (Jackie Lockhart).
Uczestniczy także w rywalizacji mikstowej, jako skip drużyny zajęła 3. miejsce w mistrzostwach Szwecji 2003.

## Drużyna
|           | Czwarta                | Trzecia                | Druga               | Otwierająca        |
| --------- | ---------------------- | ---------------------- | ------------------- | ------------------ |
| 2002/2003 | Margaretha Sigfridsson | Maria Engholm          | Margaretha Dryburgh | Annette Jörnlind   |
| 2001/2002 | Maria Engholm          | Margaretha Sigfridsson | Annette Jörnlind    | Anna-Kari Lindholm |
| 1998/1999 | Margaretha Sigfridsson | Maria Engholm          | Annette Jörnlind    | Helen Edlund       |
| 1995/1996 | Annette Jörnlind       | Helen Edlund           | Erika Westman       | Helene Jonsson     |

| Mikst     | Czwarty/-a       | Trzeci/-a    | Drugi/-a     | Otwierający/-a |
| --------- | ---------------- | ------------ | ------------ | -------------- |
| 2002/2003 | Annette Jörnlind | Thomas Feldt | Helen Edlund | Olle Jörnlind  |